# Latakia Sports City Stadium
Le Latakia Sports City Stadium (en arabe : ملعب المدينة الرياضية باللاذقية) est un stade omnisports situé à Lattaquié en Syrie. Il possède une capacité de 45 000 places.

## Événements
- Jeux méditerranéens de 1987, 11 au 25 septembre 1987

## Galerie

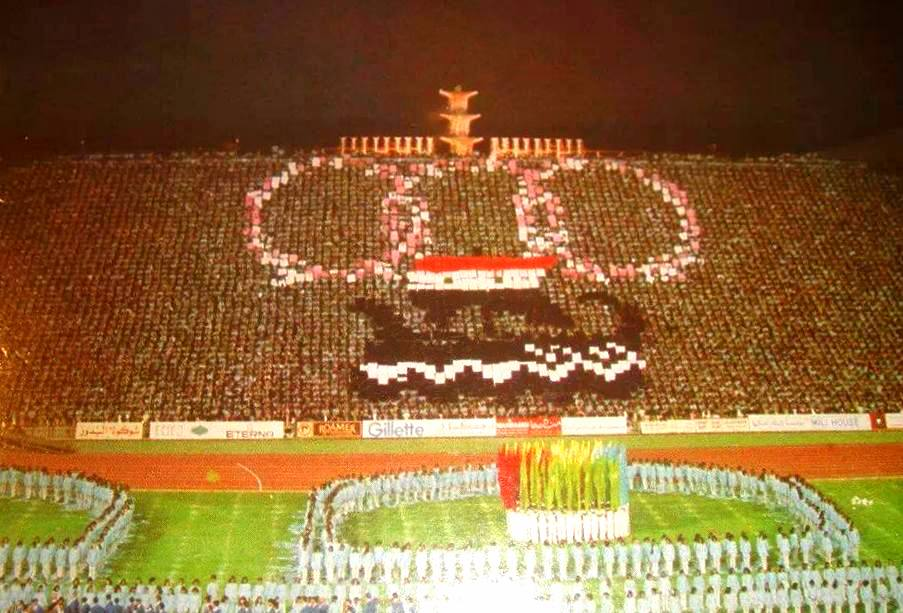
Cérémonie d'ouverture des Jeux méditerranéens de 1987.
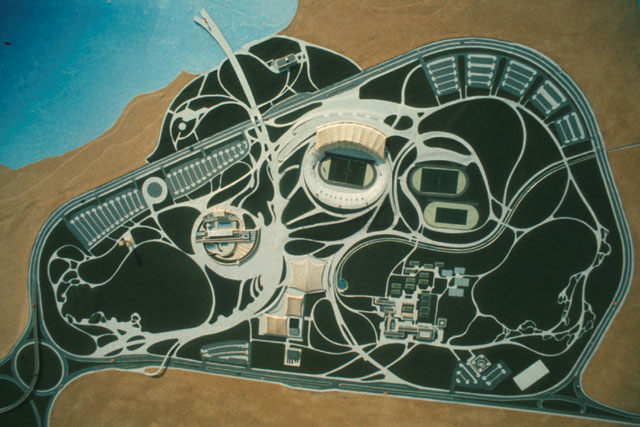